# Symfonirock
Symfonirock, alternativt synonym till progressiv rock. Det är rockmusik som är komplext arrangerad och ofta klaviaturbaserad. Den har i stor utsträckning influenser från  (brittisk) folkmusik, klassisk musik och jazz. Symfonirocken utvecklades på Brittiska öarna – främst i England – i slutet av 1960-talet och hade en storhetstid i början av 1970-talet.

## Beskrivning

### Översikt
Symfonirocken hade sin storhetstid i början av 1970-talet och är ofta strukturellt, tonalt och harmoniskt inspirerad av klassisk musik, men även tydliga rötter i brittisk psykedelisk rock (snarare än den rätt traditionella amerikanska psykedelian). I vissa fall hämtades inspiration direkt från de klassiska kompositörerna och man spelade in klassisk musik i egen tolkning, något som framför allt gjordes av Emerson, Lake & Palmer.
Symfonirocken är ofta den typ av progressiv rock som avses när man på svenska pratar om progressiv rock. Yes, Genesis, Emerson, Lake & Palmer, Camel, King Crimson och Gentle Giant är exempel på band som spelar symfonirock.

## Källhänvisningar
1. 1 2 3  ”symfonirock”. Nationalencyklopedin. https://www.ne.se/uppslagsverk/encyklopedi/l%C3%A5ng/symfonirock. Läst 4 september 2014. [inloggning kan krävas]